# جون باركر هيل
جون باركر هيل (31 مارس 1806 - 19 نوفمبر 1873) سياسي ومحامي أمريكي من نيوهامبشاير. خدم في مجلس النواب الأمريكي منذ عام 1843 وحتى عام 1845، وفي مجلس الشيوخ الأمريكي منذ عام 1847 وحتى عام 1853 ومرة أخرى منذ عام 1855 وحتى عام 1865. بدأ حياته المهنية في الكونغرس في الحزب الديمقراطي، لكنه ساعد في تأسيس حزب الأرض الحرة المناهض للعبودية وانضم في النهاية إلى الحزب الجمهوري.
ولد هيل في روتشستر، نيو هامبشاير، وبدأ مهنته القانونية في دوفر، نيو هامبشاير بعد تخرجه من كلية بودوين. فاز هيل بانتخابات مجلس نواب نيو هامبشاير في عام 1832 وشغل منصب وكيل وزارة العدل الأمريكية لنيو هامبشاير في عهد الرئيس أندرو جاكسون والرئيس مارتن فان بيورين. فاز هيل في انتخابات مجلس النواب الأمريكي في عام 1842، لكنه خسر ترشيح الحزب في عام 1844 بسبب معارضته ضم تكساس. بعد أن خسر مقعده، واصل هيل حملته ضد العبودية في الولايات المتحدة وفاز في انتخابات مجلس الشيوخ في عام 1846 كديمقراطي مستقل، وفي أثناء وجوده في المجلس، عارض بشدة الحرب المكسيكية الأمريكية واستمر في التحدث ضد العبودية.
ساعد هيل في تأسيس حزب الأرض الحرة المناهض للعبودية وكان مرشحًا لرئاسة الحزب في عام 1848، لكن مؤتمر الحزب رشح الرئيس السابق فان بورين بدلًا منه. فاز هيل برئاسة الحزب في عام 1852، وحصل على 4.9% من الأصوات الشعبية في الانتخابات العامة. بعد إقرار قانون كانساس-نبراسكا، انضم هيل إلى الحزب الجمهوري الناشئ وعاد إلى مجلس الشيوخ. بقي هيل في المنصب حتى عام 1865، وعندها قبل تعيينًا من الرئيس أبراهام لنكولن ليكون بمثابة سفير للولايات المتحدة الأمريكية في إسبانيا. شغل هذا المنصب حتى استدعائه في أبريل من عام 1869، وعندها تقاعد من منصبه العام.

## سنوات حياته الأولى
ولد هيل في روتشستر، مقاطعة سترافورد، نيو هامبشاير. والده جون باركر هيل ووالدته ليديا كلاركسون أوبراين. التحق بأكاديمية فيليبس إكستر وتخرّج في عام 1827 من كلية بودوين، حيث كان زميلًا لفرانكلين بيرس وعضوًا بارزًا في المجتمع الأثيني، وهو نادي أدبي. بدأ دراساته في القانون في روتشستر مع جيريميا إتش وودمان، وواصلها مع دانييل إم كريستي في دوفر. اجتاز امتحان نقابة المحامين في عام 1830 ومارس المحاماة في دوفر. تزوج من لوسي لامبرت ابنة ويليام توماس لامبرت وأبيغيل ريكر.

## بداية مسيرته السياسية
انتُخب هيل عضوًا في مجلس نواب نيوهامبشاير بوصفه ديمقراطيًا في مارس من عام 1832. وفي عام 1834، عينه الرئيس أندرو جاكسون في منصب وكيل وزارة العدل الأمريكية لمقاطعة نيو هامبشاير. جدد الرئيس مارتن فان بورين هذا التعيين في عام 1838، ولكن في عام 1841 عزل الرئيس اليميني جون تايلر، هيل لأسباب حزبية.
انتُخب هيل عضوًا ديمقراطيًا في المؤتمر الثامن والعشرين، وخدم في المدة بين 4 مارس منذ عام 1843 وحتى 3 مارس من عام 1845. وهناك تحدث علنًا ضد قاعدة (تكميم الأفواه) التي أقرها الكونغرس في 12 ديسمبر من عام 1838. أقرّ هذه القاعدة أيضًا ممثل آخر عن ولاية نيو هامبشاير، وهو تشارلز ج. أثرتون، وكان الهدف منها وضع حد للمطالب المناهضة للعبودية.

## التحوّل المناهض للعبودية
دعم هيل المرشحَين الديمقراطيين جيمس بوك وجورج دالاس في الانتخابات الرئاسية في عام 1844، وأعيد ترشيحه لمقعده في الكونجرس دون معارضة. اعتمد الحزب الديمقراطي قبل انتخابات الكونغرس قضية ضم تكساس كجزء من برنامجه. أصدرت محكمة نيو هامبشاير العامة في ديسمبر من عام 1844، قرارات تأمر أعضاء مجلس الشيوخ وأعضاء الكونغرس بتأييد ضم تكساس. وبدلًا من ذلك، أدلى هيل بيانًا عامًا يعارض فيه الضم لأسباب مناهضة للعبودية.
أعيد بعد ذلك انعقاد مؤتمر الولاية الديمقراطي في كونكورد بقيادة بيرس بهدف تجريد هيل من ترشيحه للكونغرس. ووصفه المؤتمر حينها بأنه خائن للحزب، وفي فبراير من عام 1845، شُطب اسمه من بطاقة الحزب الديمقراطي، وخاض هيل في الانتخابات اللاحقة كمستقل. فشل كل من هيل، المرشح الديمقراطي البديل، ومرشح الحزب اليميني في الحصول على الأغلبية، وبالتالي بقيت المقاطعة دون أحد يمثلها.

## الائتلاف الحاكم المناهض للعبودية
شرع هيل في كسب تأييد نيو هامبشاير لقضية مكافحة العبودية وسط أغلبية ديمقراطية لا تُقهر على ما يبدو، فعقد اجتماعات في كل بلدة وقرية في الولاية، وقام بحملة رائعة عرفت باسم «عاصفة هيل لعام 1845»، تضمنت مناظرة جرت في 5 يونيو بين بيرس وهيل في الكنيسة الشمالية في كونكورد. تمكّن هيل في عام 1846، من استخدام القواعد الانتخابية غير الاعتيادية في نيو هامبشاير لصالحه. ولكن وبحسب دستور الولاية، يحتاج المرشحون إلى منصب الحاكم ومجلس شيوخ نيوهامبشاير، إلى أغلبية الأصوات للفوز؛ إذا لم يفز أي مرشح بالأغلبية، تختار المحكمة العامة من بين أفضل مرشحَين اثنين.
قاد الأداء القوي لحزب الأرض الحرة المناهض للعبودية، إلى عدم فوز الأغلبية في انتخابات حاكم الولاية في عام 1846 أو في سبعة من أصل اثني عشر مقعدًا في مجلس شيوخ الولاية. وبناءً على ذلك، تمكن ائتلاف هيل المكون من اليمينيين وأعضاء حزب الحرية والديمقراطيين المستقلين، من الانضمام للفوز والسيطرة على حكومة الولاية بعد الانتخابات. اختار التحالف سبعة مرشحين يمينيين لملء المناصب الشاغرة في مجلس شيوخ الولاية، ما يضمن سيطرة التحالف على المجلس. ثم انتُخب اليميني أنتوني كولبي حاكمًا (على الرغم من فوزه بنسبة 32٪ فقط من الأصوات مقابل 48٪ للديمقراطي جاريد دبليو ويليامز)، وشغل عضو حزب الحرية جوزيف سيلي منصبًا شاغرًا في مجلس الشيوخ الأمريكي، وعُيّن هيل ناطقًا باسم مجلس النواب الأمريكي. بعد انتهاء مدة ولاية سيلي في عام 1847، انتُخب هيل خلفًا له.

## سيناتور في مجلس الشيوخ الأمريكي
انتُخب هيل في 9 يونيو من عام 1846 كمرشح ديمقراطي مستقل لمجلس الشيوخ الأمريكي وخدم في المدة بين 4 مارس من عام 1847 وحتى 3 مارس من عام 1853، ليصبح فيما بعد عضوًا في حزب الأرض الحرة. كان من بين أقوى المعارضين للحرب المكسيكية الأمريكية في مجلس الشيوخ ويعد «أول عضو في مجلس الشيوخ الأمريكي يمتلك برنامج علني مناهض للعبودية (أو إبطال الاسترقاق)».
كان هيل السيناتور الوحيد الذي صوت ضد القرار الذي يجزي شكر الكونغرس إلى وينفيلد سكوت وزكاري تايلور، احتفاءً بانتصاراتهما في الحرب المكسيكية الأمريكية. تحالف معه المدافعون عن مناهضة العبودية سلمون بورتلاند تشيس وويليام هنري سيوارد في مجلس الشيوخ في عام 1849، وأيده تشارلز سومنر في عام 1851.
عارض هيل أيضًا عقوبة الجَلْد وتقنين حصص الإعاشة من الكحول في البحرية الأمريكية، وتمكّن من إبطال عقوبة الجَلْد في سبتمبر من عام 1850.
في عام 1851، عمل هيل كمستشار في محاكمات الناشطين المناهضين للعبودية التي نشأت بعد إنقاذهم القسري للعبد الهارب تشادراك مينكينز من وصاية خدمة المارشالات الأمريكية في بوسطن.
لم يكن هيل مرشحًا ناجحًا لمنصب رئيس الولايات المتحدة عن قائمة حزب الأرض الحرة في عام 1852، وخسر أمام فرانكلين بيرس. (انظر الانتخابات الرئاسية الأمريكية، 1852.) في مارس من عام 1853، خلف هيل في مجلس الشيوخ الديمقراطي تشارلز جي. أثرتون، وبدأ ممارسة المحاماة في مدينة نيويورك.